# سان كارلوس (كاليفورنيا)
سان كارلوس (بالإنجليزية: San Carlos)‏ هي إحدى مدن مقاطعة سان ماتيو، كاليفورنيا. تم إعطاءها لقب مدينة في 8 يوليو، 1925.

## المناخ
يظهر الجدول التالي التغييرات المناخية على مدار السنة لسان كارلوس:
| البيانات المناخية لـسان كارلوس    | البيانات المناخية لـسان كارلوس | البيانات المناخية لـسان كارلوس | البيانات المناخية لـسان كارلوس | البيانات المناخية لـسان كارلوس | البيانات المناخية لـسان كارلوس | البيانات المناخية لـسان كارلوس | البيانات المناخية لـسان كارلوس | البيانات المناخية لـسان كارلوس | البيانات المناخية لـسان كارلوس | البيانات المناخية لـسان كارلوس | البيانات المناخية لـسان كارلوس | البيانات المناخية لـسان كارلوس | البيانات المناخية لـسان كارلوس |
| الشهر                             | يناير                          | فبراير                         | مارس                           | أبريل                          | مايو                           | يونيو                          | يوليو                          | أغسطس                          | سبتمبر                         | أكتوبر                         | نوفمبر                         | ديسمبر                         | المعدل السنوي                  |
| --------------------------------- | ------------------------------ | ------------------------------ | ------------------------------ | ------------------------------ | ------------------------------ | ------------------------------ | ------------------------------ | ------------------------------ | ------------------------------ | ------------------------------ | ------------------------------ | ------------------------------ | ------------------------------ |
| الدرجة القصوى °ف (°م)             | 78 (26)                        | 80 (27)                        | 89 (32)                        | 97 (36)                        | 102 (39)                       | 109 (43)                       | 110 (43)                       | 105 (41)                       | 107 (42)                       | 104 (40)                       | 87 (31)                        | 77 (25)                        | 110 (43)                       |
| متوسط درجة الحرارة الكبرى °ف (°م) | 58.5 (14.7)                    | 62.3 (16.8)                    | 65.5 (18.6)                    | 70.2 (21.2)                    | 74.4 (23.6)                    | 79.2 (26.2)                    | 82.4 (28.0)                    | 82.1 (27.8)                    | 80.2 (26.8)                    | 74.4 (23.6)                    | 65.3 (18.5)                    | 58.2 (14.6)                    | 71.1 (21.7)                    |
| متوسط درجة الحرارة الصغرى °ف (°م) | 40.3 (4.6)                     | 43.8 (6.6)                     | 45.2 (7.3)                     | 46.5 (8.1)                     | 50.7 (10.4)                    | 54.3 (12.4)                    | 56.3 (13.5)                    | 56.5 (13.6)                    | 54.4 (12.4)                    | 50.5 (10.3)                    | 44.3 (6.8)                     | 40.1 (4.5)                     | 48.6 (9.2)                     |
| أدنى درجة حرارة °ف (°م)           | 16 (−9)                        | 25 (−4)                        | 29 (−2)                        | 33 (1)                         | 36 (2)                         | 39 (4)                         | 40 (4)                         | 43 (6)                         | 38 (3)                         | 33 (1)                         | 29 (−2)                        | 19 (−7)                        | 16 (−9)                        |
| الهطول إنش (مم)                   | 4.02 (102)                     | 4.09 (104)                     | 3.13 (80)                      | 1.16 (29)                      | 0.47 (12)                      | 0.1 (2.5)                      | 0.01 (0.25)                    | 0.05 (1.3)                     | 0.16 (4.1)                     | 1.06 (27)                      | 2.37 (60)                      | 3.84 (98)                      | 20.46 (520.15)                 |
| المصدر: "The Weather Channel      |                                |                                |                                |                                |                                |                                |                                |                                |                                |                                |                                |                                |                                |

## أعلام
- هيني شيلر
- ايرين مانينغ
- جيريمي جونز
- هنتر بيشوب
- كاثرين بيغلو